# Alexander Bustamante
Sir William Alexander Clarke Bustamante, nato Alexander Clarke (Hanover, Giamaica, 24 febbraio 1884 – Irish Town, 6 agosto 1977), è stato un sindacalista e politico giamaicano.